# Konstal 105Np
Konstal 105Np – typ tramwaju, wyprodukowanego w 1994 r. przez zakłady Konstal w Chorzowie.

## Geneza
Po zakończeniu w 1992 roku produkcji wagonów 105Na inżynierowie Konstalu rozpoczęli prace nad kolejnymi wersjami popularnych „stopiątek”. Pierwszym efektem ich pracy były niezwykle awaryjne wagony 105Nb wyprodukowane na przełomie lat 1992–1993. Rozwinięciem tej konstrukcji były wagony Konstal 105Ne, natomiast ich rozwinięciem były jedyne 2 wyprodukowane wagony 105Np.

## Konstrukcja
Wagony te miały poszycie wykonane z blachy o grubości 2 mm, nowe wózki (z systemem smarowania obręczy) oraz przekładnie, cichszy mechanizm drzwi, przetwornice statyczne, uchylne okna oraz pantograf połówkowy. Były to 2 pierwsze w Szczecinie wagony tramwajowe z przetwornicami statycznymi. Jedną z cech charakterystycznych tych wagonów były drzwi pozbawione dolnej szyby, z wyjątkiem drzwi do kabiny motorniczego. Wizualnie nie różniły się niczym innym od pozostałych „stopiątek”.

## Dostawy
W 1994 r. wyprodukowano 2 tramwaje typu 105Np.
| Państwo        | Miasto         | Lata dostaw    | Liczba | Numery taborowe |       |  |
| -------------- | -------------- | -------------- | ------ | --------------- | ----- |  |
| Polska         | Szczecin       | 1994           | 2      | 1035–1036       | [ 1 ] |  |
| Łączna liczba: | Łączna liczba: | Łączna liczba: | 2      |                 |       |  |

## Eksploatacja
Trafiły one do Szczecina i zostały przydzielone do zajezdni Golęcin, gdzie nadano im numery 1035 i 1036. Po raz pierwszy wyjechały na trasę 31 maja 1994 roku. Eksploatacja tego składu zakończyła się w maju 2013 roku. Później krótko wagony przebywały na terenie warsztatów tramwajowych przy ulicy Klonowica jako wystawione na sprzedaż. Ostatecznie w czerwcu 2013 r. oba wagony zezłomowano.

## Malowanie
Od początku eksploatacji tramwaje miały kolor biały z czerwono-granatowymi paskami od listwy do kół wagonu. W 2009 roku skład 105Np został przemalowany (pomimo obowiązywania nowych barw „Floating Garden”) w barwy kremowo-czerwone z granatowymi pasami. W 2011 roku wagony przemalowano na biało-zielono, nie usuwając jednak oryginalnych reflektorów (przy malowaniu w barwy FG wymieniano reflektory na nowe, prostokątne).